# Лейвер, Род
Ро́дни Джордж (Род) Ле́йвер (англ. Rodney George "Rod" Laver; род. 9 августа 1938, Рокхэмптон, Квинсленд) — австралийский теннисист.
- 11-кратный победитель турниров Большого шлема в одиночном разряде, двукратный обладатель «Большого шлема» (в 1962 году как любитель и в 1969 году как профессионал) и единственный теннисист-мужчина, которому удалось завоевать Большой шлем с начала открытой эры.
- Обладатель профессионального Большого шлема 1969 года (победы на Открытом Чемпионате США для профессионалов, Чемпионате Уэмбли и Открытом Чемпионате Франции для профессионалов); в общей сложности победитель 8 турниров профессионального Большого шлема в 1963—1969 годах.
- Девятикратный победитель турниров Большого шлема в мужском и смешанном парном разрядах
- Пятикратный обладатель Кубка Дэвиса в составе сборной Австралии (1959—1962, 1973)
- Член Международного зала теннисной славы с 1981 года

## Личная жизнь
Родни Лейвер вырос на скотоводческом ранчо в Квинсленде, принадлежавшем его отцу. Отец Рода, Рой, был из семьи, в которой все увлекались теннисом, а мать, Мельба Роффи, даже участвовала в турнирах. Родни родился маленьким и болезненным, но окреп за годы, проведенные на ранчо. Он рано бросил школу, сосредоточившись на занятиях теннисом.
В 1966 году Лейвер женился на Мери Бенсен, с которой познакомился за два года до этого. Их первый ребёнок родился в конце 1969 года.
В 1998 году Лейвер пережил обширный инсульт и едва не умер. Он провёл в больнице семь недель, заново учась ходить и говорить, но сумел вернуться к нормальной жизни и продолжал играть с друзьями в теннис и гольф. Проживает в Карлсбаде (штат Калифорния).

## Спортивная карьера

### Любительская карьера
На принадлежавших семье Лейверов кортах проводились теннисные соревнования местного уровня, в том числе юниорский чемпионат Центрального Квинсленда, в одном из финалов которого 13-летний Род Лейвер встретился со старшим братом Бобом. Во время пребывания в спортивном лагере, организованном одной из австралийских газет, Род обратил на себя внимание Гарри Хопмана, знаменитого тренера и капитана сборной Австралии по теннису. Хопман дал ему ироничное прозвище «Ракета» — на самом деле Род не двигался быстро, но отличался редким  упорством.
В семнадцать лет, в 1956 году, Лейвер дебютировал в турнирах Большого шлема. В чемпионате Австралии он пробился во второй круг, а в остальных турнирах проиграл уже в первом, но при этом на Уимблдонском турнире дошёл до финала соревнований среди юношей, а на чемпионате США стал победителем юношеского турнира. В начале 1957 года он добавил к своим юниорским титулам и звание чемпиона Австралии среди юношей.
В 1959 году Лейвер уже завоевал свои первые взрослые титулы на турнирах Большого шлема, выиграв чемпионат Австралии в мужском парном разряде, а Уимблдон — в смешанном парном разряде. На Уимблдонском турнире 1959 года он также дошёл до своего первого финала в одиночном разряде на турнире Большого шлема, а в Кубке Дэвиса прошёл с командой Австралии весь путь до победы. По пути в финал Кубка Дэвиса он выиграл семь из девяти своих встреч, а в финале австралийцы одержали победу несмотря на то, что сам Лейвер проиграл обе своих игры.
В 1960 году в Австралии Лейвер завоевал свой первый титул победителя турнира Большого шлема в одиночном разряде. Он также выиграл по одному турниру Большого шлема в мужских парах и миксте, а в конце года убедительно отстоял со сборной Австралии звание обладателей Кубка Дэвиса. На следующий год он четырежды побеждал в турнирах Большого шлема (в мужском одиночном разряде на Уимблдоне, в Австралии в мужских парах и на чемпионате Франции в мужском и смешанном парном разряде) и в третий раз подряд выиграл со сборной Кубок Дэвиса. В этом году на всех турнирах Большого шлема в одиночном разряде он дошёл как минимум до полуфинала, но главный успех был ещё впереди.
В 1962 году Лейвер стал вторым в истории (после Дона Баджа, сделавшего это на 24 года раньше) теннисистом, сумевшим завоевать Большой шлем в мужском одиночном разряде. Во всех четырёх финалах ему противостояли соотечественники-австралийцы, причём в трёх из четырёх — один и тот же соперник, Рой Эмерсон. Всего же за этот год Лейвер выиграл рекордное для любительского тенниса количество турниров — 21, в том числе все три наиболее престижных турнира на трудном для него грунтовом покрытии — чемпионаты Франции, Германии и Италии. На Уимблдоне за семь матчей он потерял только один сет, даже в финале отдав сопернику всего пять геймов. Доказав, что равных в любительском теннисе для него нет, он перешёл в конце года в профессионалы, подписав контракт на участие в турне на сумму в 50 тысяч фунтов стерлингов.

### Профессиональная карьера
В первой половине 1963 года участие в профессиональных турне с соотечественниками, раньше перешедшими в профессионалы, давалось Лейверу с трудом. Он проиграл первые восемь матчей Лью Хоуду и 11 из первых 13 матчей — Кену Розуоллу. Однако к концу года он уже успел выиграть три профессиональных турнира и закончил сезон в качестве второй ракетки мира среди профессионалов, уступив только Розуоллу.
В следующие четыре года Лейвер господствовал в профессиональном теннисе, выиграв восемь из двенадцати титулов на турнирах «профессионального Большого шлема». В 1967 году он выиграл все три главных профессиональных турнира — чемпионаты Франции, США и Уэмбли. Следующий год стал началом Открытой эры, и Лейвер вернулся в турниры Большого шлема, дойдя до финала на «Roland Garros» и выиграв Уимблдон.
В 1969 году Лейвер первым и последним с начала Открытой эры сумел выиграть Большой шлем в мужском одиночном разряде. Он также стал единственным в истории теннисистом, сумевшим дважды выиграть Большой шлем в одиночном разряде (Маргарет Смит-Корт завоевала Большой шлем один раз в одиночном разряде и один раз в миксте). Всего же за этот год он выиграл 17 турниров из 32, в которых принял участие, с общим балансом побед и поражений за сезон 106-16.  К концу 1971 года он стал первым в истории теннисистом, чьи призовые за карьеру превысили миллион долларов. В 1973 году, когда были сняты ограничения на участие профессионалов в Кубке Дэвиса, он был ещё раз включён в состав сборной Австралии и завоевал свой пятый Кубок Дэвиса, разгромив со сборной в финале в Кливленде команду США. Он также помог австралийцам трижды (в 1972, 1974 и 1975 годах) выиграть Кубок мира, представлявший собой поединок команд Австралии и США. В 1976 году он принял участие в играх профессиональной командной лиги World Team Tennis и в 38 лет был признан «лучшим новичком года».
Лейвер продолжал выступать до 1977 года, выиграв за карьеру 184 титула (47 из них в профессиональных турнирах всех уровней). Он стал первым теннисистом со времён Первой мировой войны, выигравшим Уимблдонский турнир четыре раза подряд (в 1961, 1962, 1968 и 1969 годах, с пятилетним перерывом, в течение которого его не допускали к участию как профессионала), и установил новый рекорд турнира по количеству выигранных подряд матчей — 31 (Бьорн Борг побил этот рекорд в 1980 году).  Он оставался в числе десяти лучших теннисистов мира до 1975 года, когда ему уже исполнилось 37 лет.

## Стиль игры
Род Лейвер был мастером практически во всех аспектах тенниса. В лучшие дни он переигрывал любых соперников не только физически, но и тактически. Он был одним из первых теннисистов, кто стал применять топ-спин. В начале его карьеры высказывались мнения, что его вторая подача недостаточно сильна, а игра у сетки излишне рискованна и недостаточно точна. Но терпеливый труд помог ему справиться с отдельными недостатками игры.
На пике карьеры Лейвер демонстрировал отточенные выходы к сетке, разнообразие в подачах и тонкие укороченные удары. Он применял топ-спин как в ударах открытой ракеткой, так и при бэкхенде и даже при ударах свечой, породив множество подражателей в 70-е годы. Его игру отличала выносливость и способность приноровиться к любому противнику и любому покрытию, что в результате позволяло ему часто выигрывать затяжные пятисетовые поединки.

## Признание заслуг
В 1970 году Лейвер был произведён в члены ордена Британской империи за заслуги перед теннисом. В 1981 году его имя было внесено в списки Международного зала теннисной славы, а четыре года спустя — в списки Зала спортивной славы Австралии. В 2000 году в честь Лейвера был назван центральный корт теннисного стадиона «Мельбурн Парк», который служит местом проведения Открытого чемпионата Австралии по теннису. В 2002 году ему был присвоен титул «Легенда австралийского спорта». В честь Рода Лейвера назван астероид (12542) Лейвер).

## Участие в финалах турниров Большого шлема (32)

### Одиночный разряд (17)

#### Победы (11)
| Год  | Турнир                           | Соперник в финале | Счёт в финале           |
| ---- | -------------------------------- | ----------------- | ----------------------- |
| 1960 | Чемпионат Австралии              | Нил Фрейзер       | 5-7, 3-6, 6-3, 8-6, 8-6 |
| 1961 | Уимблдонский турнир              | Чак Маккинли      | 6-3, 6-1, 6-4           |
| 1962 | Чемпионат Австралии (2)          | Рой Эмерсон       | 8-6, 0-6, 6-4, 6-4      |
| 1962 | Чемпионат Франции                | Рой Эмерсон       | 3-6, 2-6, 6-3, 9-7, 6-2 |
| 1962 | Уимблдонский турнир (2)          | Мартин Маллиган   | 6-2, 6-2, 6-1           |
| 1962 | Чемпионат США                    | Рой Эмерсон       | 6-2, 6-4, 5-7, 6-4      |
| 1968 | Уимблдонский турнир (3)          | Тони Роч          | 6-3, 6-4, 6-2           |
| 1969 | Открытый чемпионат Австралии (3) | Андрес Химено     | 6-3, 6-4, 7-5           |
| 1969 | Открытый чемпионат Франции (2)   | Кен Розуолл       | 6-4, 6-3, 6-4           |
| 1969 | Уимблдонский турнир (4)          | Джон Ньюкомб      | 6-4, 5-7, 6-4, 6-4      |
| 1969 | Открытый чемпионат США (2)       | Тони Роч          | 7-9, 6-1, 6-2, 6-2      |

#### Поражения (6)
| Год  | Турнир                     | Соперник в финале | Счёт в финале      |
| ---- | -------------------------- | ----------------- | ------------------ |
| 1959 | Уимблдонский турнир        | Алекс Ольмедо     | 4-6, 3-6, 4-6      |
| 1960 | Уимблдонский турнир (2)    | Нил Фрейзер       | 4-6, 6-3, 7-9, 5-7 |
| 1960 | Чемпионат США              | Нил Фрейзер       | 4-6, 4-6, 7-9      |
| 1961 | Чемпионат Австралии        | Рой Эмерсон       | 6-1, 3-6, 5-7, 4-6 |
| 1961 | Чемпионат США (2)          | Рой Эмерсон       | 5-7, 3-6, 2-6      |
| 1968 | Открытый чемпионат Франции | Кен Розуолл       | 3-6, 1-6, 6-2, 2-6 |

### Мужской парный разряд (10)

#### Победы (6)
| Год  | Турнир                           | Партнёр     | Соперники в финале          | Счёт в финале            |
| 1959 | Чемпионат Австралии              | Боб Марк    | Дон Кэнди Боб Хоу           | 9-7, 6-4, 6-2            |
| 1960 | Чемпионат Австралии (2)          | Боб Марк    | Нил Фрейзер Рой Эмерсон     | 1-6, 6-2, 6-4, 6-4       |
| 1961 | Чемпионат Австралии (3)          | Боб Марк    | Мартин Маллиган Рой Эмерсон | 6-3, 7-5, 3-6, 9-11, 6-2 |
| 1961 | Чемпионат Франции                | Рой Эмерсон | Боб Марк Боб Хоу            | 3-6, 6-1, 6-1, 6-4       |
| 1969 | Открытый чемпионат Австралии (4) | Рой Эмерсон | Кен Розуолл Фред Столл      | 6-4, 6-4                 |
| 1971 | Уимблдонский турнир              | Рой Эмерсон | Деннис Ралстон Артур Эш     | 4-6, 9-7, 6-8, 6-4, 6-4  |

#### Поражения (4)
| Год  | Турнир                     | Партнёр     | Соперники в финале         | Счёт в финале        |
| 1959 | Уимблдонский турнир        | Боб Марк    | Нил Фрейзер Рой Эмерсон    | 6-8, 3-6, 16-14, 7-9 |
| 1960 | Чемпионат США              | Боб Марк    | Нил Фрейзер Рой Эмерсон    | 7-9, 2-6, 4-6        |
| 1970 | Открытый чемпионат США (2) | Рой Эмерсон | Пьер Бартес Никола Пилич   | 3-6, 6-7, 6-4, 6-7   |
| 1973 | Открытый чемпионат США (3) | Кен Розуолл | Оуэн Дэвидсон Джон Ньюкомб | 5-7, 6-2, 5-7, 5-7   |

### Смешанный парный разряд (5)

#### Победы (3)
| Год  | Турнир                  | Партнёр     | Соперники в финале        | Счёт в финале |
| 1959 | Уимблдонский турнир     | Дарлин Хард | Мария Буэно Нил Фрейзер   | 6-4, 6-3      |
| 1960 | Уимблдонский турнир (2) | Дарлин Хард | Мария Буэно Боб Хоу       | 6-4, 6-3      |
| 1961 | Чемпионат Франции       | Дарлин Хард | Вера Сукова Иржи Яворский | 6-0, 2-6, 6-3 |

#### Поражения (2)
| Год  | Турнир              | Партнёр      | Соперники в финале        | Счёт в финале   |
| 1959 | Чемпионат Австралии | Рене Схюрман | Сандра Рейнольдс Боб Марк | 6-4, 11-13, 1-6 |
| 1959 | Чемпионат Франции   | Рене Схюрман | Йола Рамирес Уильям Найт  | 4-6, 4-6        |

## Статистика участия в центральных турнирах за карьеру в одиночном разряде
| Турнир                            | 1956     | 1957     | 1958     | 1959     | 1960     | 1961     | 1962     | 1963         | 1964         | 1965         | 1966         | 1967         | 1968         | 1969         | 1970         | 1971         | 1972         | 1973         | 1974         | 1975         | 1976         | 1977         | Итого  |
| --------------------------------- | -------- | -------- | -------- | -------- | -------- | -------- | -------- | ------------ | ------------ | ------------ | ------------ | ------------ | ------------ | ------------ | ------------ | ------------ | ------------ | ------------ | ------------ | ------------ | ------------ | ------------ | ------ |
| Большой шлем                      |          |          |          |          |          |          |          |              |              |              |              |              |              |              |              |              |              |              |              |              |              |              |        |
| (Открытый) чемпионат Австралии    | 2К       | 2К       | 3К       | 3К       | П        | Ф        | П        | Профессионал | Профессионал | Профессионал | Профессионал | Профессионал | НУ           | П            | НУ           | 3К           | НУ           | НУ           | НУ           | НУ           | НУ           | НУ           | 3 / 9  |
| (Открытый) чемпионат Франции      | 1К       | НУ       | НУ       | 3К       | 3К       | 1/2      | П        | Профессионал | Профессионал | Профессионал | Профессионал | Профессионал | Ф            | П            | НУ           | НУ           | НУ           | НУ           | НУ           | НУ           | НУ           | НУ           | 2 / 7  |
| Уимблдонский турнир               | 1К       | НУ       | 3К       | Ф        | Ф        | П        | П        | Профессионал | Профессионал | Профессионал | Профессионал | Профессионал | П            | П            | 4К           | 1/4          | НУ           | НУ           | НУ           | НУ           | НУ           | 2К           | 4 / 11 |
| (Открытый) чемпионат США          | 1К       | НУ       | 4К       | 1/4      | Ф        | Ф        | П        | Профессионал | Профессионал | Профессионал | Профессионал | Профессионал | 4К           | П            | 4К           | НУ           | 4К           | 3К           | НУ           | 4К           | НУ           | НУ           | 2 / 10 |
| Профессиональный Большой шлем     |          |          |          |          |          |          |          |              |              |              |              |              |              |              |              |              |              |              |              |              |              |              |        |
| Чемпионат Франции (профессионалы) | Любитель | Любитель | Любитель | Любитель | Любитель | Любитель | Любитель | Ф            | Ф            | Ф            | Ф            | П            | Открытая эра | Открытая эра | Открытая эра | Открытая эра | Открытая эра | Открытая эра | Открытая эра | Открытая эра | Открытая эра | Открытая эра | 1 / 5  |
| Чемпионат Уэмбли                  | Любитель | Любитель | Любитель | Любитель | Любитель | Любитель | Любитель | 1/4          | П            | П            | П            | П            | Открытая эра | Открытая эра | Открытая эра | Открытая эра | Открытая эра | Открытая эра | Открытая эра | Открытая эра | Открытая эра | Открытая эра | 4 / 5  |
| Чемпионат США (профессионалы)     | Любитель | Любитель | Любитель | Любитель | Любитель | Любитель | Любитель | Ф            | П            | Ф            | П            | П            | Открытая эра | Открытая эра | Открытая эра | Открытая эра | Открытая эра | Открытая эра | Открытая эра | Открытая эра | Открытая эра | Открытая эра | 3 / 5  |

## Участие в финальных матчах Кубка Дэвиса (5)

### Победы (5)
| №  | Год  | Место    | Команда                                     | Соперник в финале                      | Счёт |
| 1. | 1959 | Нью-Йорк | Австралия Р. Лейвер, Н. Фрейзер, Р. Эмерсон | США Б. Бухгольц, Б. Маккей, А. Ольмедо | 3-2  |
| 2. | 1960 | Сидней   | Австралия Р. Лейвер, Н. Фрейзер, Р. Эмерсон | Италия Н. Пьетранджели, О. Сирола      | 4-1  |
| 3. | 1961 | Мельбурн | Австралия Р. Лейвер, Н. Фрейзер, Р. Эмерсон | Италия Н. Пьетранджели, О. Сирола      | 5-0  |
| 4. | 1962 | Брисбен  | Австралия Р. Лейвер, Н. Фрейзер, Р. Эмерсон | Мексика Р. Осуна, Т. Палафокс          | 5-0  |
| 5. | 1973 | Кливленд | Австралия Р. Лейвер, Д. Ньюкомб             | США Э. ван Диллен, Т. Горман, С. Смит  | 5-0  |